# (37578) 1990 RY2
1990 أر واي 2 (ويعرف أيضًا باسم (37578) 1990 أر واي 2 وفق تسمية الكوكب الصغير) (بالإنجليزية: 1990 RY2)‏ هو كويكب ضمن حزام الكويكبات؛ وترتيبه 37578 من حيث الاكتشاف.
اكتُشف هذا الجُرم الفلكي بواسطة هنري هولت إي في 15 سبتمبر 1990.

## وصلات خارجية
- (37578) 1990 RY2 في قاعدة بيانات مختبر الدفع النفاث لأجرام النظام الشمسي الصغيرة

- الاكتشاف · مخطط المدار ·  العناصر المدارية · المعلمات المادية

- (37578) 1990 RY2 على موقع ويكي سكاي: DSS2, SDSS, GALEX, IRAS, Hydrogen α, X-Ray, Astrophoto, Sky Map, Articles and images